# Memoriał Zbigniewa Raniszewskiego 1965

## Memoriał Zbigniewa Raniszewskiego 1965
IX Memoriał Zbigniewa Raniszewskiego odbył się 30.06.1965 w Bydgoszczy. Zwyciężył Bengt Jansson.

## Wyniki
- 30 czerwca 1965, na stadionie w Bydgoszczy

| Msc. | Zawodnik               | Klub              | Pkt |        |  |
| ---- | ---------------------- | ----------------- | --- | ------ |  |
| 1    | Bengt Jansson          | Szwecja           | 15  | (b.d.) |  |
| 2    | Andrzej Wyglenda       | ROW Rybnik        | 14  | (b.d.) |  |
| 3    | Andrzej Pogorzelski    | Stal Gorzów       | 12  | (b.d.) |  |
| 4    | Konstanty Pociejkowicz | Sparta Wrocław    | 10  | (b.d.) |  |
| 5    | Antoni Woryna          | ROW Rybnik        | 10  | (b.d.) |  |
| 6    | Bernt Persson          | Szwecja           | 10  | (b.d.) |  |
| 7    | Henryk Żyto            | Wybrzeże Gdańsk   | 7   | (b.d.) |  |
| 8    | Leif Larsson           | Szwecja           | 7   | (b.d.) |  |
| 9    | Edward Kupczyński      | Polonia Bydgoszcz | 7   | (b.d.) |  |
| 10   | Rajmund Świtała        | Polonia Bydgoszcz | 6   | (b.d.) |  |
| 11   | Basse Wedin            | Szwecja           | 6   | (b.d.) |  |
| 12   | Bogdan Jaroszewicz     | Sparta Wrocław    | 5   | (b.d.) |  |
| 13   | Norbert Świtała        | Polonia Bydgoszcz | 3   | (b.d.) |  |
| 11   | Curt Eldh              | Szwecja           | 2   | (b.d.) |  |
| 11   | Marian Rose            | Stal Apator Toruń | 2   | (b.d.) |  |
| 13   | Zygfryd Friedek        | Polonia Bydgoszcz | 1   | (b.d.) |  |